# Яготинская птицефабрика
Яготинская птицефабрика (укр. Яготинська птахофабрика) — предприятие в городе Яготин Яготинского района Киевской области Украины.

## История
Птицеинкубаторная станция была создана в Яготине в 1949 году в соответствии с четвёртым пятилетним планом восстановления и развития народного хозяйства СССР, в 1950 году она была включена в колхоз имени Сталина.
В 1957 году на базе колхоза им. Сталина был создан совхоз «Яготинский».
В 1962 году Яготинская птицефабрика стала победителем социалистического соревнования и была занесена на Доску почёта Киевской области.
В 1964 году птицефабрика была выделена в самостоятельное предприятие, с 1966 года она стала постоянным участником Выставки достижений народного хозяйства СССР. 22 марта 1966 года бригадир птицеводческой бригады Яготинской птицефабрики Т. П. Пащенко стала Героем Социалистического Труда.
В 1968 году на птицефабрике было выращено 1,5 млн. уток и сдано 30 тыс. центнеров утиного мяса.
В целом, в советское время птицефабрика входила в число крупнейших предприятий города, при фабрике была организована Ленинская народная школа.
В мае 1995 года Кабинет министров Украины утвердил решение о приватизации птицефабрики, в дальнейшем государственное предприятие было преобразовано в общество с ограниченной ответственностью.